# Кирбињи
Кирбињи (фр. Curbigny) насеље је и општина у источном делу централне Француске у региону Бургоња, у департману Саона и Лоара која припада префектури Шарол.
По подацима из 2011. године у општини је живело 316 становника, а густина насељености је износила 32,78 становника/km². Општина се простире на површини од 9,64 km². Налази се на средњој надморској висини од 400 метара (максималној 467 m, а минималној 364 m).

## Демографија
| 1962. | 1968. | 1975. | 1982. | 1990. | 1999. | 2011. |
| ----- | ----- | ----- | ----- | ----- | ----- | ----- |
| 252   | 256   | 301   | 323   | 339   | 313   | 316   |

График промене броја становника у току последњих година